# Turkmenistan Airlines
A Turkmenistan Airlines (IATA-légitársaságkód: T5, ICAO-azonosító: TUA, Hívójel: TURKMENISTAN) egy türkmén légitársaság. Székhelye Aşgabat, bázisrepülőtere Ashgabat International Airport.
A társaságot 1992-ben alapították.

## Géppark

### Jelenlegi flotta

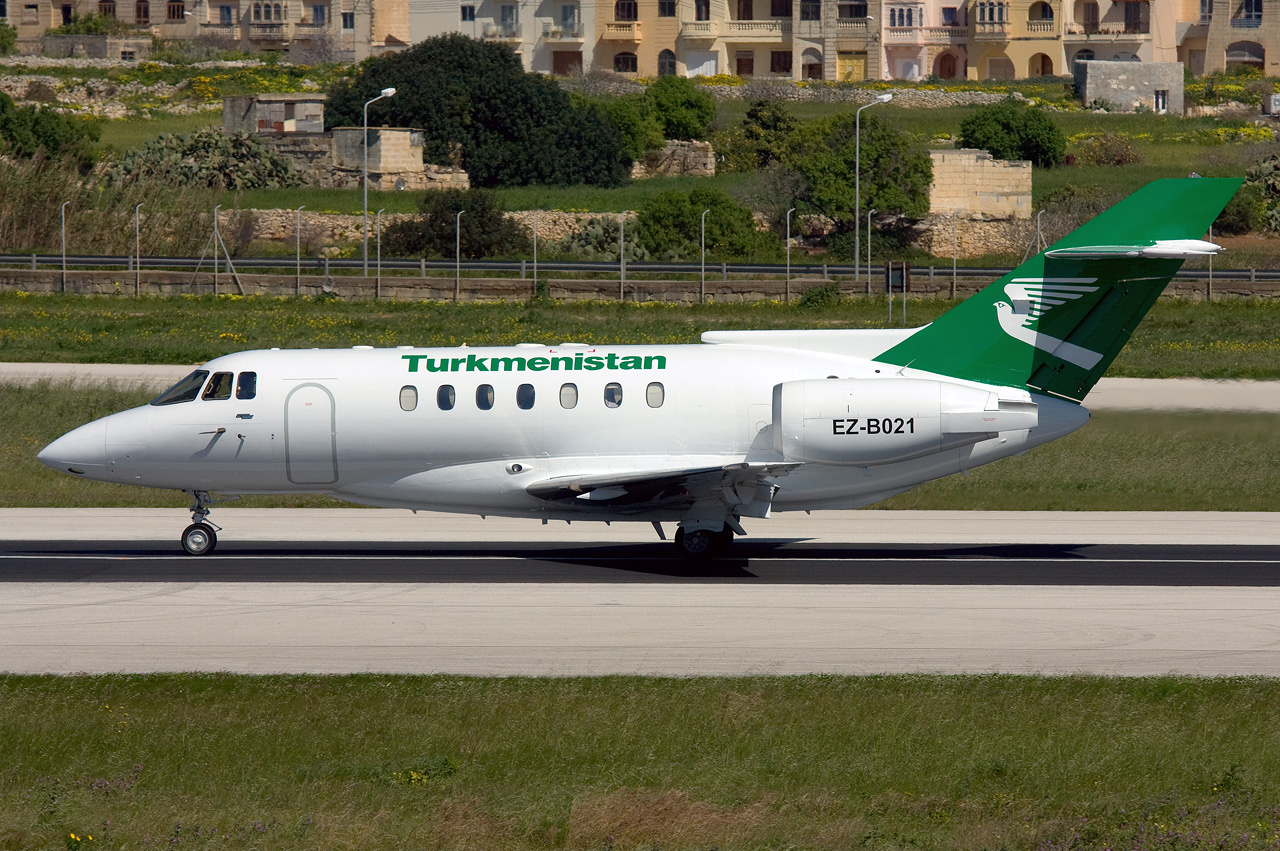
Turkmenistan Airlines British Aerospace BAe-125-1000B

A Turkmenistan Airlines kereskedelmi utasszállító flottája teljes egészében Boeing. A teljes flotta (kereskedelmi utas, VIP, cargo) a következő repülőgépekből áll:
| Repülőgép                 | Szolgálatban | Megrendelve | Férőhely | Férőhely | Férőhely | Jegyzetek                                                       |
| Repülőgép                 | Szolgálatban | Megrendelve | C        | Y        | Összesen | Jegyzetek                                                       |
| ------------------------- | ------------ | ----------- | -------- | -------- | -------- | --------------------------------------------------------------- |
| Boeing 737-700            | 2            | —           | 8        | 118      | 126      |                                                                 |
| Boeing 737-700            | 2            | —           | —        | 149      | 149      |                                                                 |
| Boeing 737-800            | 8            | —           | 16       | 144      | 160      |                                                                 |
| Boeing 737 MAX 8          | —            | 4           | TBA      | TBA      | TBA      | [ 2 ]                                                           |
| Boeing 777-200LR          | 3            | —           | 28       | 263      | 291      | Tartalmazza az EZ-A780-at, a valaha épített utolsó 777-200LR-t. |
| Boeing 777-300ER          | —            | 2           | B.V.     | B.V.     | B.V.     | [ 2 ]                                                           |
| VIP flotta                |              |             |          |          |          |                                                                 |
| Boeing 737-700            | 1            | —           | VIP      | VIP      | VIP      |                                                                 |
| Boeing 737-700/BBJ1       | 1            | —           | VIP      | VIP      | VIP      |                                                                 |
| Boeing 777-200LR          | 1            | —           | VIP      | VIP      | VIP      |                                                                 |
| Bombardier Challenger 870 | 1            | —           | VIP      | VIP      | VIP      |                                                                 |
| British Aerospace 125     | 2            | —           | VIP      | VIP      | VIP      |                                                                 |
| Cargo flotta              |              |             |          |          |          |                                                                 |
| Airbus A330-200/P2F       | 2            | —           | Cargo    | Cargo    | Cargo    | [ 4 ] [ 5 ] [ 6 ]                                               |
| Ilyushin Il-76TD          | 8            | —           | Cargo    | Cargo    | Cargo    |                                                                 |
| Összesen                  | 28           | 6           |          |          |          |                                                                 |

### Történelmi flotta
A Turkmenistan Airlines történelmileg a következő repülőgépeket üzemeltette:[forrás?]
- An–24
- Boeing 717-200
- Boeing 737-300
- Boeing 767-300ER
- Tu-154
- Yakovlev Yak-40
- Yakovlev Yak-42